# Julio Scherer García

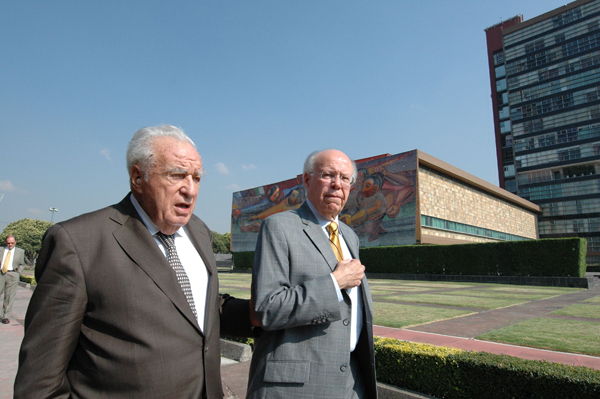
Julio Scherer García (links) mit José Narro, Rektor der UNAM, im Jahr 2011

Julio Scherer García (* 7. April 1926 in Mexiko-Stadt; † 7. Januar 2015 ebenda) war ein mexikanischer Journalist und Verleger.

## Leben
Sein Vater, Pablo Scherer, war der Sohn eines deutschen Immigranten. Seine Mutter stammte aus einer Familie von Rechtsanwälten.
Julio Scherer war mit Susana Ibarra Puga verheiratet und hatte neun Kinder. Er starb am 7. Januar 2015 im Alter von 88 Jahren an einem septischen Schock.

## Karriere
Julio Scherer studierte Rechtswissenschaften an der Nationalen Autonomen Universität von Mexiko, gab dann aber das Studium zugunsten seiner journalistischen Tätigkeiten auf.
Ab 1968 war er Chefredakteur der genossenschaftlich verwalteten, mexikanischen Zeitung Excelsior. 1976 wurde er durch eine Minderheit der Mitglieder der Genossenschaft, vermutlich auf Einfluss des damaligen mexikanischen Präsidenten Luis Echeverría, abgewählt. Vier Monate später, am 19. Juli 1986, gründete er mit vielen ehemaligen Journalisten des Excelsior die parteiunabhängige Wochenzeitung Proceso. Als Chefredakteur trat er 1996 zurück, schrieb aber weiterhin regelmäßig Kolumnen für die Zeitung. Gesamthaft verfasste er 22 Bücher und führte nicht nur mit unzähligen mexikanischen, sondern auch mit ausländischen Persönlichkeiten Interviews, so beispielsweise mit John F. Kennedy, Zhou Enlai, Fidel Castro oder Pablo Picasso.

## Werke
- Siqueiros: La piel y la entraña (1965).
- Los presidentes (1986).
- El poder: historias de familia (1990).
- Estos años (1995).
- Salinas y su imperio (1997).
- Cárceles (1998), Alfaguara.
- Parte de guerra, Tlatelolco 1968 : documentos del general Marcelino García Barragán : los hechos y la historia  (1999), zusammen mit Carlos Monsiváis und Marcelino García
- Pinochet, vivir matando (2000).
- Máxima seguridad (2001).
- Tiempo de saber: Prensa y poder en México (2003).
- La pareja (2005).
- El indio que mató al padre Pro (2005).
- La terca memoria (2007).
- La reina del pacífico (2008).
- Allende en llamas (2008).
- Secuestrados (2010).
- Historias de muerte y corrupción (2011).
- Calderón de cuerpo entero (2012).
- Vivir (2012).
- Niños en el crimen (2013).